# Caramon Majere
Caramon Majere (326 AC - 38 SC) és un personatge de ficció en les novel·les de la Dragonlance ambientades en l'univers de jocs de rol de Dungeons & Dragons.

## Història
És fill d'en Gilon Majere i la Rosamun Aelan-Uth Matar. Bessó d'en Raistlin Majere i germanastre de la Kitiara Uth-Matar.
És un nen robust simpàtic i bon jan. En Caramon al contrari que el seu bessó Raistlin, sentia una gran atracció per la lluita i el combat cos a cos com a guerrer. Ja a molt primerenca edat s'hi sent encoratjat per la seva germanastra Kitiara. En Caramon era fort i molt gran destacant entre la majoria dels nois de la seva edat. Durant la seva infància va viure a Solace. Després de la desafortunada mort dels seus pares, el noi va treballar en el camp adquirint una gran corpulència. En Caramon sempre va cuidar del seu bessó Raistlin, que era alt però molt prim i feble, i es va comprometre a seguir-ho fent mentre fos necessari a causa del desgast físic adquirit per aquest després de realitzar una prova de màgia en la Torre d'Alta Bruixeria. En Caramon es va convertir en un gran guerrer i va realitzar llargs viatges al costat del seu germà participant en nombroses campanyes, fent de mercenari, i en altres aventures. Es va acabar convertint en un dels Herois de la Llança en participar de la derrota de la Takhisis i evitar que envaís el món amb el seu exèrcit fosc.
Després de la Gurerra de la Llança es va casar amb la Tika Waylan, i va tenir cinc fills: Tanin Majere, Sturm Majere, Palin Majere, Laura Majere i Dezra Majere.
També va poder veure com esdevenia avi de l'Ulin Majere i la Linsha Majere, fills d'en Palin.
Va morir el 38 BC després de caure per les escales de la taverna l'Última Llar.
|                 |       | Otik  | Otik  | Otik  | Otik  | Otik  | Otik  |       |       | Gilon Majere | Gilon Majere | Gilon Majere | Gilon Majere | Gilon Majere | Gilon Majere |      |      | Rosamun  | Rosamun  | Rosamun  | Rosamun  | Rosamun  | Rosamun  |        |        | Gregor Uth Matar | Gregor Uth Matar | Gregor Uth Matar | Gregor Uth Matar | Gregor Uth Matar | Gregor Uth Matar |         |         |         |         |         |         |       |       |       |       |       |       |       |       |
|                 |       | Otik  | Otik  | Otik  | Otik  | Otik  | Otik  |       |       | Gilon Majere | Gilon Majere | Gilon Majere | Gilon Majere | Gilon Majere | Gilon Majere |      |      | Rosamun  | Rosamun  | Rosamun  | Rosamun  | Rosamun  | Rosamun  |        |        | Gregor Uth Matar | Gregor Uth Matar | Gregor Uth Matar | Gregor Uth Matar | Gregor Uth Matar | Gregor Uth Matar |         |         |         |         |         |         |       |       |       |       |       |       |       |       |
| Pare adoptiu -> |       |       |       |       |       |       |       |       |       |              |              |              |              |              |              |      |      |          |          |          |          |          |          |        |        |                  |                  |                  |                  |                  |                  |         |         |         |         |         |         |       |       |       |       |       |       |       |       |
|                 |       |       |       |       |       |       |       |       |       |              |              |              |              |              |              |      |      |          |          |          |          |          |          |        |        |                  |                  |                  |                  |                  |                  |         |         |         |         |         |         |       |       |       |       |       |       |       |       |
|                 |       | Tika  | Tika  | Tika  | Tika  | Tika  | Tika  |       |       | Caramon      | Caramon      | Caramon      | Caramon      | Caramon      | Caramon      |      |      | Raistlin | Raistlin | Raistlin | Raistlin | Raistlin | Raistlin |        |        |                  |                  |                  |                  |                  |                  | Kitiara | Kitiara | Kitiara | Kitiara | Kitiara | Kitiara |       |       | Sturm | Sturm | Sturm | Sturm | Sturm | Sturm |
|                 |       | Tika  | Tika  | Tika  | Tika  | Tika  | Tika  |       |       | Caramon      | Caramon      | Caramon      | Caramon      | Caramon      | Caramon      |      |      | Raistlin | Raistlin | Raistlin | Raistlin | Raistlin | Raistlin |        |        |                  |                  |                  |                  |                  |                  | Kitiara | Kitiara | Kitiara | Kitiara | Kitiara | Kitiara |       |       | Sturm | Sturm | Sturm | Sturm | Sturm | Sturm |
|                 |       |       |       |       |       |       |       |       |       |              |              |              |              |              |              |      |      |          |          |          |          |          |          |        |        |                  |                  |                  |                  |                  |                  |         |         |         |         |         |         |       |       |       |       |       |       |       |       |
|                 |       |       |       |       |       |       |       |       |       |              |              |              |              |              |              |      |      |          |          |          |          |          |          |        |        |                  |                  |                  |                  |                  |                  |         |         |         |         |         |         |       |       |       |       |       |       |       |       |
| Tanin           | Tanin | Tanin | Tanin | Tanin | Tanin |       |       |       |       | Palin        | Palin        | Palin        | Palin        | Palin        | Palin        |      |      | Usha     | Usha     | Usha     | Usha     | Usha     | Usha     |        |        | Laura            | Laura            | Laura            | Laura            | Laura            | Laura            |         |         |         |         | Steel   | Steel   | Steel | Steel | Steel | Steel |       |       |       |       |
| Tanin           | Tanin | Tanin | Tanin | Tanin | Tanin |       |       |       |       | Palin        | Palin        | Palin        | Palin        | Palin        | Palin        |      |      | Usha     | Usha     | Usha     | Usha     | Usha     | Usha     |        |        | Laura            | Laura            | Laura            | Laura            | Laura            | Laura            |         |         |         |         | Steel   | Steel   | Steel | Steel | Steel | Steel |       |       |       |       |
|                 |       |       |       |       |       |       |       |       |       |              |              |              |              |              |              |      |      |          |          |          |          |          |          |        |        |                  |                  |                  |                  |                  |                  |         |         |         |         |         |         |       |       |       |       |       |       |       |       |
|                 |       |       |       |       |       |       |       |       |       |              |              |              |              |              |              |      |      |          |          |          |          |          |          |        |        |                  |                  |                  |                  |                  |                  |         |         |         |         |         |         |       |       |       |       |       |       |       |       |
|                 |       |       |       | Sturm | Sturm | Sturm | Sturm | Sturm | Sturm |              |              | Ulin         | Ulin         | Ulin         | Ulin         | Ulin | Ulin |          |          | Linsha   | Linsha   | Linsha   | Linsha   | Linsha | Linsha |                  |                  |                  |                  | Dezra            | Dezra            | Dezra   | Dezra   | Dezra   | Dezra   |         |         |       |       |       |       |       |       |       |       |